# Pastor Cervera Rosado
Pastor Cervera Rosado (20 de febrero de 1915 - 31 de mayo de 2001) fue un compositor, guitarrista y trovador mexicano, nacido y fallecido en Mérida, Yucatán. Representante de la música regional yucateca, fue llamado 'el último de los bohemios de Yucatán' por Ricardo López Méndez, El Vate.

## Datos biográficos
Compuso su primera canción a los 12 años de edad para una muchacha que tenía 15. Se la cantó y como pago, dice la anécdota que de él se cuenta, recibió una bofetada de la joven. Fue compositor, "Pastorcete", como le decían, pero tuvo innumerables oficios para ganarse la vida, entre ellos: obrero y trabajador henequenero. Fue también carnicero en el mercado de Santa Ana, en el barrio del mismo nombre de su ciudad natal.
Fue el inspirado autor de 51 canciones entre las cuales figuran: A mi novia, Amor y dolor, Así eres tú, Así te quiero, Bésame con pasión.
Una sala del Museo de la canción yucateca honra su memoria.